# Austrolimnophila (Austrolimnophila) marshalli
Austrolimnophila (Austrolimnophila) marshalli is een tweevleugelige uit de familie steltmuggen (Limoniidae). De soort komt voor in het Australaziatisch gebied.